# Supercopa de España de Fútbol 2006
La Supercopa de España 2006 fue una competición que se disputó a doble partido en España el 17 y el 20 de agosto. Enfrentó al campeón de la Primera División de España 2005-06, el Barcelona, y al campeón de la Copa del Rey de fútbol 2005-06, el Espanyol.
El título se lo llevó el Barcelona al vencer en el partido de ida por 1-0 al Espanyol y en el de vuelta adjudicándose el trofeo por 3-0.

El torneo se decidió por primera vez en la historia por dos equipos de la misma comunidad autónoma, siendo ambos catalanes y a su vez, de la ciudad de Barcelona.
| Bandera de Cataluña | 0 - 4 | Bandera de Cataluña |
| R. C. D. Espanyol 0 | 0 - 4 | F. C. Barcelona 1 3 |
| ------------------- | ----- | ------------------- |

## Supercopa de 2006
| F. C. Barcelona   |  | Bandera de Cataluña |  | Campeón de la Primera División de España 2005-06 |
| R. C. D. Espanyol |  | Bandera de Cataluña |  | Campeón de la Copa del Rey 2005-06               |

### Ida
| 1          | POR        | Gorka Iraizoz    |     |
| 8          | DEF        | Pablo Zabaleta   |     |
| 21         | DEF        | Dani Jarque      |     |
| 4          | DEF        | Mari Lacruz      |     |
| 3          | DEF        | David García     |     |
| 6          | MED        | Eduardo Costa    |     |
| 15         | MED        | Fredson          |     |
| 9          | MED        | Iván De la Peña  | 66' |
| 18         | MED        | Rufete           | 63' |
| 23         | DEL        | Raúl Tamudo      | 52' |
| 10         | DEL        | Luis García      |     |
| Entrenador | Entrenador | Ernesto Valverde |     |

| 1          | POR        | Víctor Valdés  |     |
| 4          | DEF        | Rafa Márquez   |     |
| 5          | DEF        | Carles Puyol   | 84' |
| 23         | DEF        | Oleguer Presas |     |
| 16         | DEF        | Sylvinho       |     |
| 3          | MED        | Thiago Motta   |     |
| 6          | MED        | Xavi Hernández | 71' |
| 20         | MED        | Deco           |     |
| 8          | DEL        | Ludovic Giuly  | 60' |
| 10         | DEL        | Ronaldinho     |     |
| 9          | DEL        | Samuel Eto'o   |     |
| Entrenador | Entrenador | Frank Rijkaard |     |

| 7  | DEL | Walter Pandiani  | 52' |
| 20 | MED | Ferran Corominas | 63' |
| 11 | MED | Albert Riera     | 66' |

| 19 | DEL | Lionel Messi       | 60' |
| 24 | MED | Andrés Iniesta     | 71' |
| 11 | DEF | Gianluca Zambrotta | 84' |

|  |

|  | 44' | Ludovic Giuly | 0-1 |

|  | 61' | Walter Pandiani |
|  | 88' | Fredson         |
|  | 89' | Mari Lacruz     |

|  | 26' | Thiago Motta   |
|  | 58' | Xavi Hernández |

| Árbitro:             | Bernardino González Vázquez |
| Árbitros asistentes: | Bandera de España           |
| Árbitros asistentes: | Bandera de España           |
| Cuarto árbitro:      | Bandera de España           |

| 1          | POR        | Gorka Iraizoz    |     |
| 8          | DEF        | Pablo Zabaleta   |     |
| 21         | DEF        | Dani Jarque      |     |
| 4          | DEF        | Mari Lacruz      |     |
| 3          | DEF        | David García     |     |
| 6          | MED        | Eduardo Costa    |     |
| 15         | MED        | Fredson          |     |
| 9          | MED        | Iván De la Peña  | 66' |
| 18         | MED        | Rufete           | 63' |
| 23         | DEL        | Raúl Tamudo      | 52' |
| 10         | DEL        | Luis García      |     |
| Entrenador | Entrenador | Ernesto Valverde |     |

| 1          | POR        | Víctor Valdés  |     |
| 4          | DEF        | Rafa Márquez   |     |
| 5          | DEF        | Carles Puyol   | 84' |
| 23         | DEF        | Oleguer Presas |     |
| 16         | DEF        | Sylvinho       |     |
| 3          | MED        | Thiago Motta   |     |
| 6          | MED        | Xavi Hernández | 71' |
| 20         | MED        | Deco           |     |
| 8          | DEL        | Ludovic Giuly  | 60' |
| 10         | DEL        | Ronaldinho     |     |
| 9          | DEL        | Samuel Eto'o   |     |
| Entrenador | Entrenador | Frank Rijkaard |     |

| 7  | DEL | Walter Pandiani  | 52' |
| 20 | MED | Ferran Corominas | 63' |
| 11 | MED | Albert Riera     | 66' |

| 19 | DEL | Lionel Messi       | 60' |
| 24 | MED | Andrés Iniesta     | 71' |
| 11 | DEF | Gianluca Zambrotta | 84' |

|  |

|  | 44' | Ludovic Giuly | 0-1 |

|  | 61' | Walter Pandiani |
|  | 88' | Fredson         |
|  | 89' | Mari Lacruz     |

|  | 26' | Thiago Motta   |
|  | 58' | Xavi Hernández |

| Árbitro:             | Bernardino González Vázquez |
| Árbitros asistentes: | Bandera de España           |
| Árbitros asistentes: | Bandera de España           |
| Cuarto árbitro:      | Bandera de España           |

### Vuelta
| 25         | POR        | Albert Jorquera          |     |
| 4          | DEF        | Rafa Márquez             | 46' |
| 5          | DEF        | Carles Puyol             |     |
| 12         | DEF        | Giovanni van Bronckhorst |     |
| 2          | DEF        | Juliano Belletti         |     |
| 3          | MED        | Thiago Motta             | 68' |
| 6          | MED        | Xavi Hernández           |     |
| 20         | MED        | Deco                     |     |
| 19         | DEL        | Lionel Messi             |     |
| 10         | DEL        | Ronaldinho               |     |
| 9          | DEL        | Samuel Eto'o             | 46' |
| Entrenador | Entrenador | Frank Rijkaard           |     |

| 13         | POR        | Carlos Kameni    |     |
| 8          | DEF        | Pablo Zabaleta   |     |
| 21         | DEF        | Dani Jarque      |     |
| 4          | DEF        | Mari Lacruz      | 57' |
| 5          | DEF        | Sergio Sánchez   |     |
| 6          | MED        | Eduardo Costa    |     |
| 15         | MED        | Fredson          |     |
| 17         | MED        | Moha             | 63' |
| 20         | MED        | Ferran Corominas | 57' |
| 18         | DEL        | Rufete           |     |
| 7          | DEL        | Walter Pandiani  |     |
| Entrenador | Entrenador | Ernesto Valverde |     |

| 7  | DEL | Eidur Gudjohnsen | 46' |
| 21 | DEF | Lilian Thuram    | 46' |
| 24 | MED | Andrés Iniesta   | 68' |

| 10 | DEL | Luis García   | 57' |
| 19 | DEF | Marc Torrejón | 57' |
| 11 | MED | Albert Riera  | 63' |

|  | 2'  | Xavi Hernández | 1-0 |
|  | 12' | Deco           | 2-0 |
|  | 62' | Deco           | 3-0 |

|  |

|  | 41' | Thiago Motta |

|  | 33' | Mari Lacruz     |
|  | 46' | Walter Pandiani |
|  | 65' | Dani Jarque     |

| Árbitro:             | Manuel Enrique Mejuto González |
| Árbitros asistentes: | Pedro Medina Hernández         |
| Árbitros asistentes: | Javier Hugo Novoa Robles       |
| Cuarto árbitro       | Antonio García Castillo        |

| 25         | POR        | Albert Jorquera          |     |
| 4          | DEF        | Rafa Márquez             | 46' |
| 5          | DEF        | Carles Puyol             |     |
| 12         | DEF        | Giovanni van Bronckhorst |     |
| 2          | DEF        | Juliano Belletti         |     |
| 3          | MED        | Thiago Motta             | 68' |
| 6          | MED        | Xavi Hernández           |     |
| 20         | MED        | Deco                     |     |
| 19         | DEL        | Lionel Messi             |     |
| 10         | DEL        | Ronaldinho               |     |
| 9          | DEL        | Samuel Eto'o             | 46' |
| Entrenador | Entrenador | Frank Rijkaard           |     |

| 13         | POR        | Carlos Kameni    |     |
| 8          | DEF        | Pablo Zabaleta   |     |
| 21         | DEF        | Dani Jarque      |     |
| 4          | DEF        | Mari Lacruz      | 57' |
| 5          | DEF        | Sergio Sánchez   |     |
| 6          | MED        | Eduardo Costa    |     |
| 15         | MED        | Fredson          |     |
| 17         | MED        | Moha             | 63' |
| 20         | MED        | Ferran Corominas | 57' |
| 18         | DEL        | Rufete           |     |
| 7          | DEL        | Walter Pandiani  |     |
| Entrenador | Entrenador | Ernesto Valverde |     |

| 7  | DEL | Eidur Gudjohnsen | 46' |
| 21 | DEF | Lilian Thuram    | 46' |
| 24 | MED | Andrés Iniesta   | 68' |

| 10 | DEL | Luis García   | 57' |
| 19 | DEF | Marc Torrejón | 57' |
| 11 | MED | Albert Riera  | 63' |

|  | 2'  | Xavi Hernández | 1-0 |
|  | 12' | Deco           | 2-0 |
|  | 62' | Deco           | 3-0 |

|  |

|  | 41' | Thiago Motta |

|  | 33' | Mari Lacruz     |
|  | 46' | Walter Pandiani |
|  | 65' | Dani Jarque     |

| Árbitro:             | Manuel Enrique Mejuto González |
| Árbitros asistentes: | Pedro Medina Hernández         |
| Árbitros asistentes: | Javier Hugo Novoa Robles       |
| Cuarto árbitro       | Antonio García Castillo        |

| Campeón Supercopa de España 2006 |
| -------------------------------- |
| F. C. Barcelona 7° Título        |

| Predecesor: Supercopa de España 2005 | Supercopa de España 2006 | Sucesor: Supercopa de España 2007 |